# Royaume de Tavolara

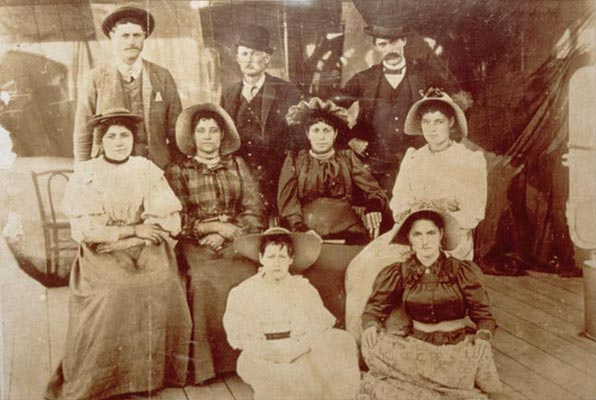
La Famille de Carlo Bertoleoni vers 1900.

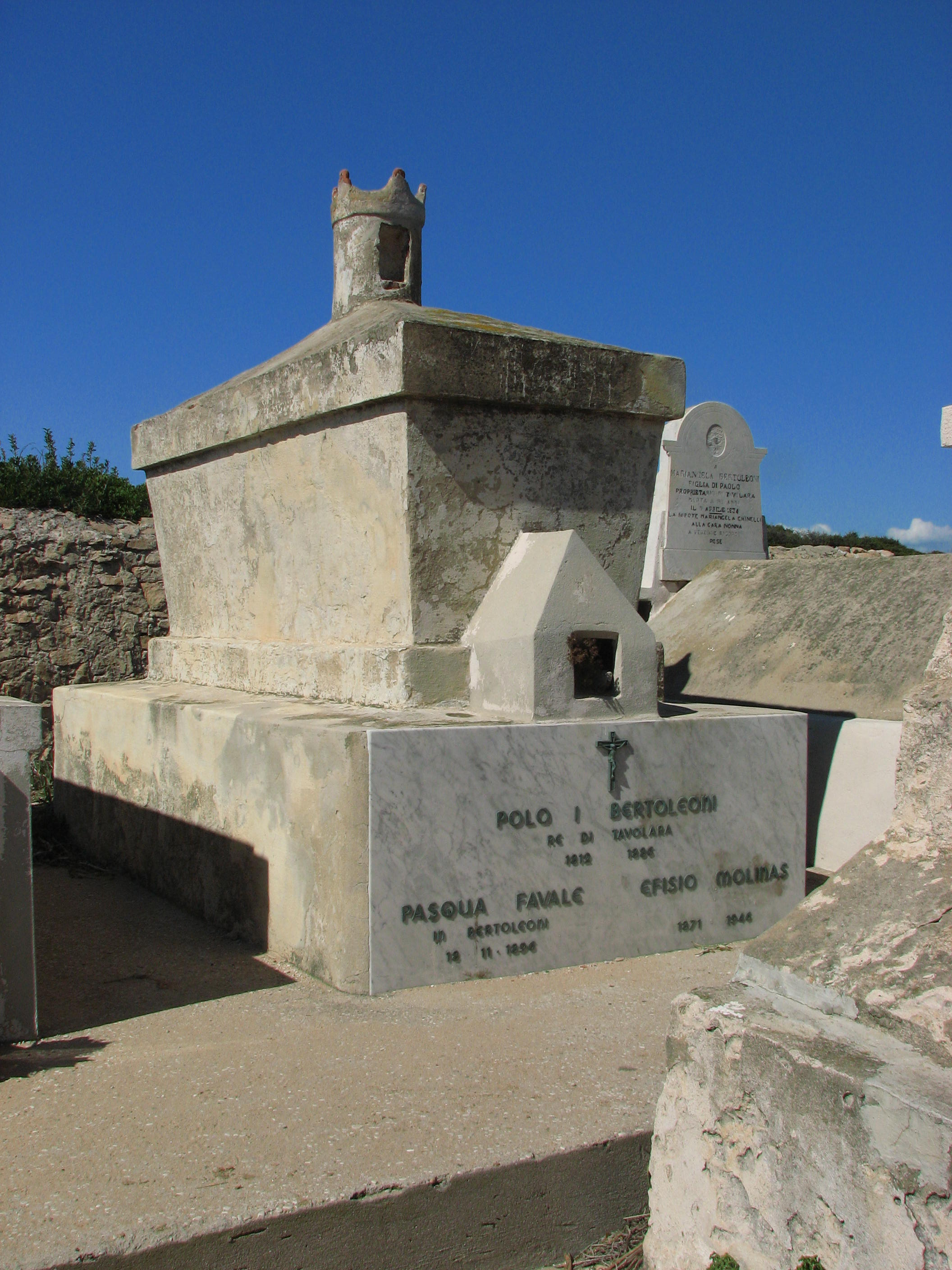
La tombe royale de Paolo I

Le royaume de Tavolara est un micro-état établi aux XIXe et XXe siècles sur l'île de Tavolara, au large de la côte nord-est de la Sardaigne. Créé par la famille Bertoleoni, prétendument reconnu par Charles Albert, roi de Sardaigne, il prétendait être l'un des plus petits royaumes du monde.

## Histoire
Au début des années 1830, l'île est inhabitée. Un berger corso-génois du nom de Giuseppe Bertoleoni, né en 1778, décide de s'y installer,. Ayant marié deux sœurs, il souhaite trouver un endroit tranquille pour s'installer et vivre sa bigamie.
Installée sur l'île, la famille Bertoleoni découvre la faune et la flore et notamment des chèvres aux dents dorées,. Cette couleur est bien entendu naturelle et provient de leur alimentation à base de lichen et d'algues marines. En 1836, le roi Charles-Albert de Sardaigne, ayant entendu la rumeur de ces chèvres aux dents d'or, décide de visiter l'île pour les chasser,. Il est accueilli par Giuseppe et Paolo, son fils. Ce dernier, lors d'une visite de l'île, se présente comme le roi de Tavolara. Après avoir festoyé pendant trois jours, Charles-Albert aurait prononcé : « Tu es bien le roi de Tavolara ! »,. Paolo, qui succédera à son père en 1845 (quatre ans avant le décès de ce dernier), visite Turin et obtient finalement du roi Victor-Emmanuel II la reconnaissance du royaume de Tavolara. Un document a soi-disant été envoyé à la famille Bertoleoni, confirmant sa souveraineté, mais il a depuis disparu. Les armoiries de la famille sont créées et un cimetière est construit pour la famille. Cette dernière se lie même d'amitié avec Giuseppe Garibaldi, l'un des fondateurs de l'Italie actuelle.
En 1861, pendant le règne de Paolo, le gouvernement italien paye 12 000 lires pour une terre à l'extrémité nord-est de l'île afin d'y construire un phare, qui a commencé à fonctionner en 1868,.
Après la mort de Paolo en 1886 des journaux publient un article qui indique, selon sa volonté, que l'île est devenue une république. Le New York Times décrit un gouvernement (censé avoir été reconnu par l'Italie en 1887) avec un président et un conseil de six élus tous les six ans par un vote du peuple, hommes et femmes,. D'autres rapportent la troisième élection présidentielle présumée de Tavolara en 1896,. Ces rapports, cependant, n'ont pas mis fin au royaume Bertoleoni.
Le royaume de Tavolara commença alors à intéresser les grands de ce monde, puisque la reine Victoria n'hésite pas à envoyer en 1900 un photographe de sa cour, afin qu'un cliché des Bertoleoni soit réalisé, dans le but d'enrichir sa galerie de portraits des familles régnantes d'alors. Ce portrait est encadré et exposé à Buckingham Palace avec comme légende : « Le plus petit royaume du monde ».
Le troisième roi de Tavolara est Carlo I, auquel succède à sa mort en 1928 son fils Paolo II. Paolo est parti à l'étranger et a laissé en son absence, sa sœur  Mariangela comme régente. Mariangela est décédée en 1934, laissant le royaume à l'Italie. Cette annexion, n'a toutefois jamais été formelle, le statut du royaume étant toujours controversé.
Son neveu Paolo II revendique encore le royaume jusqu'à sa mort en 1962, année qui marqua l'installation d'une station de l'OTAN sur l'île.
Le chef actuel de la famille Bertoleoni est Tonino Bertoleoni, qui dirige Da Tonino Re di Tavolara, le restaurant de l'île. Politiquement, les intérêts de la micro-nation sont représentés dans ses relations extérieures par Ernesto Geremia de La Spezia, Ligurie, Italie, qui a écrit une histoire de l'île. Le tombeau de Paolo I se trouve dans le cimetière de l'île, surmonté d'une couronne.